# Hartmannsbach (Schwarzenberger Gegenbach)
Der Hartmannsbach ist ein Bach in der Gemeinde Schwarzenberg am Böhmerwald in Oberösterreich. Er ist ein Zufluss des Schwarzenberger Gegenbachs.

## Geographie

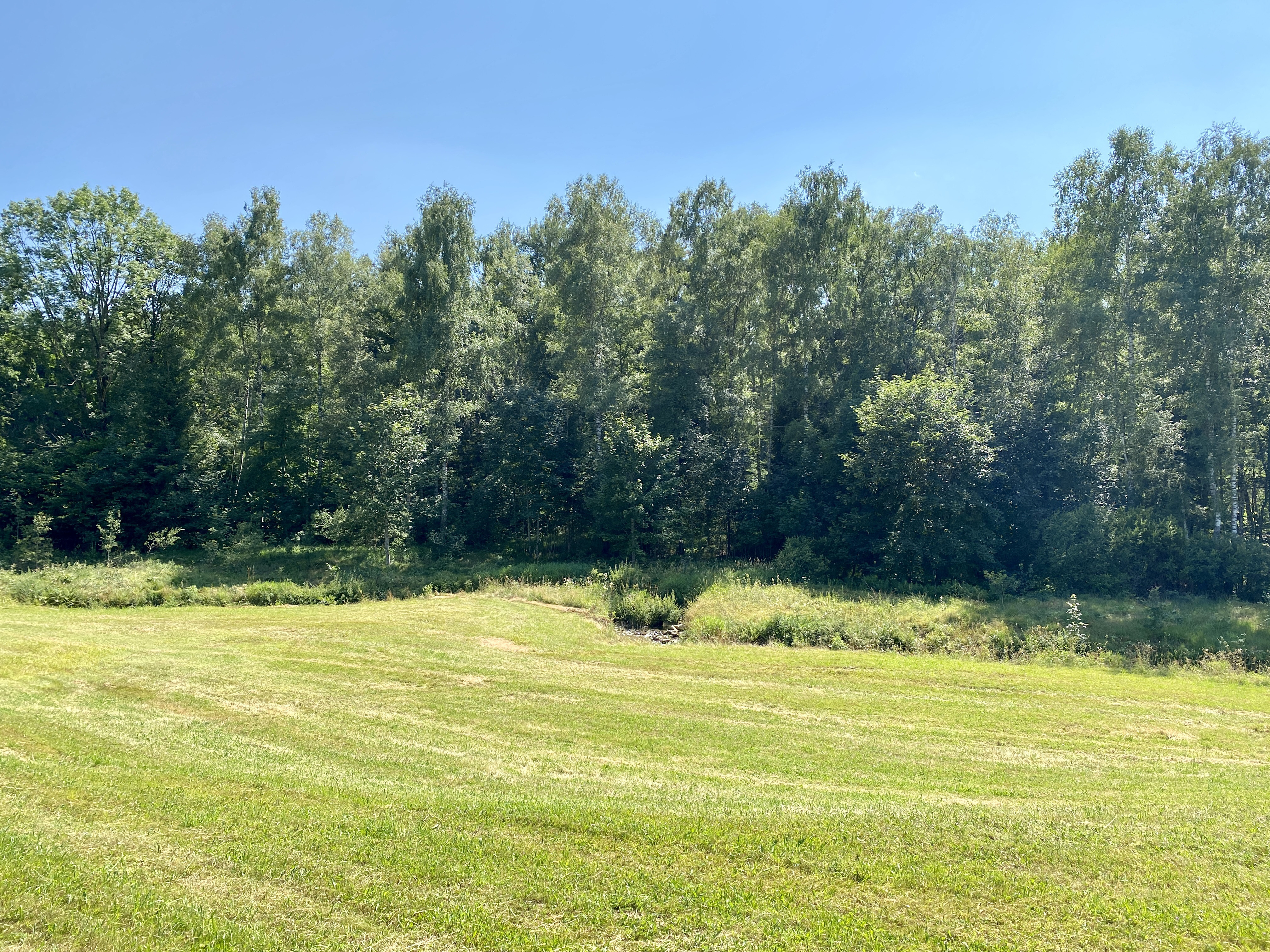
Verlauf des Hartmannsbachs kurz vor seiner Mündung

Der Bach entspringt am Zwieselberg auf einer Höhe von 989 m ü. A. Er weist eine Länge von 3,68 km auf. Er mündet am Fuß des Einsiedelbergs auf einer Höhe von 660 m ü. A. linksseitig in den Schwarzenberger Gegenbach. In seinem 5,62 km² großen Einzugsgebiet liegen Teile des Gemeindehauptorts von Schwarzenberg am Böhmerwald und der Einzelhof Christian.
Der Wanderweg Goldsteig quert den Bach kurz vor dessen Mündung. Gleiches gilt für die Wanderreitrouten Böhmerwald – Große Mühl und Böhmerwald – Wegscheid. Die Loipe Schwarzenberg, eine 3 km lange leichte Langlaufloipe, verläuft zum Teil entlang des Hartmannsbachs.

## Umwelt
Die im oberen Bachabschnitt gelegene artenreiche Pelzerwiese wird von Borstgras dominiert. Im Mündungsbereich erstreckt sich eine schmale Magerwiese, auf der vor allem Pfeifengräser und Straußgräser sowie dazwischen Johanniskräuter, Rundblättrige Glockenblumen und Waldhyazinthen wachsen.
Der Hartmannsbach ist Teil der 22.302 Hektar großen Important Bird Area Böhmerwald und Mühltal. Quelle und Mündung gehören zum 9.350 Hektar großen Europaschutzgebiet Böhmerwald-Mühltäler.

## Geschichte
Hans Waltguni aus Harmanschlag im Waldviertel erbaute 1638 direkt am Hartmannsbach einen Glasofen und ein Herrenhaus. Diese befanden sich auf Höhe des Hauses Schwarzenberg Nr. 105.